# Drake. An English Epic

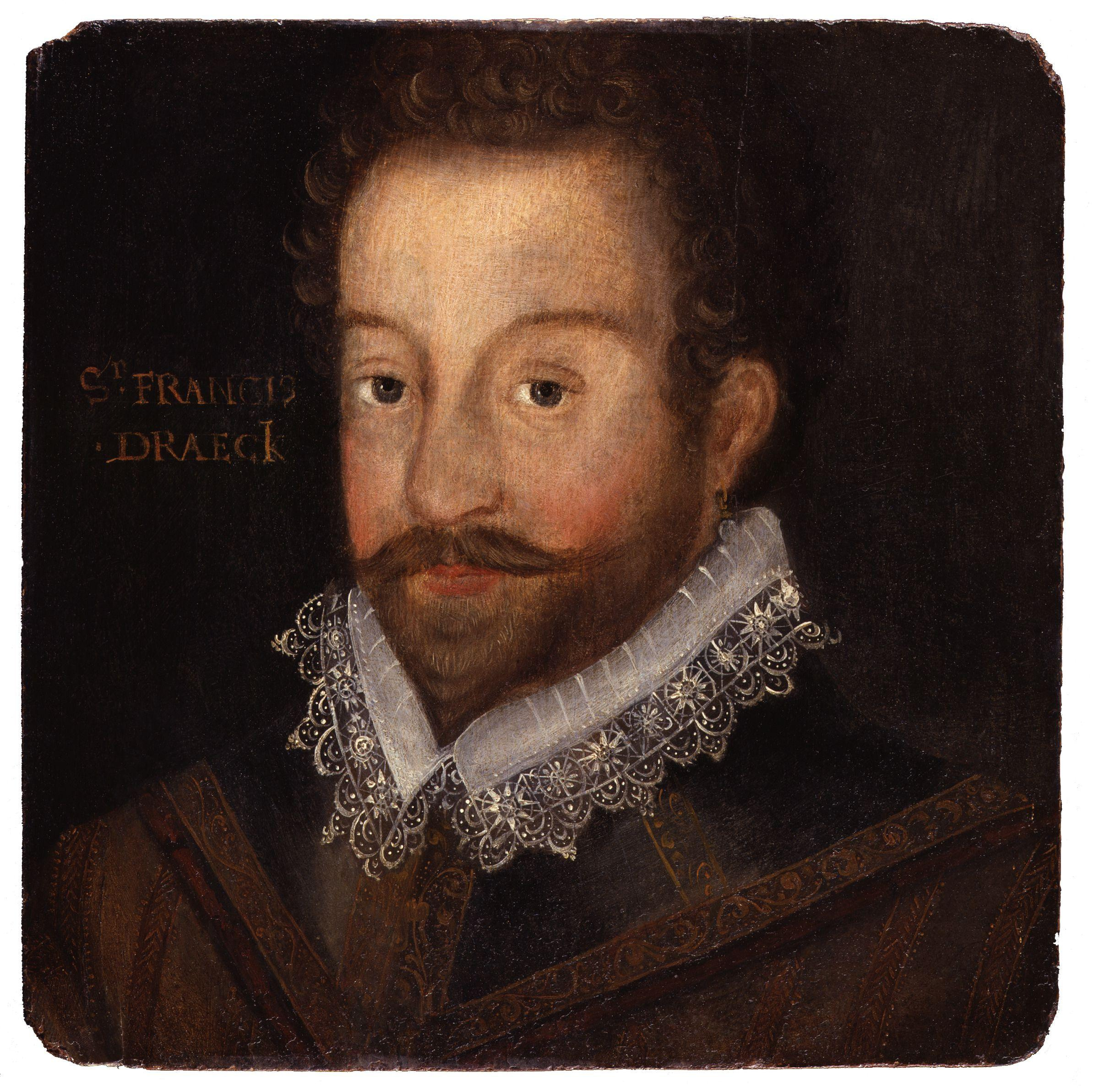
Jodocus Hondius, Francis Drake

Drake. An English Epic – poemat angielskiego poety Alfreda Noyesa, opublikowany w całości w 1909. Utwór jest poświęcony angielskiemu żeglarzowi i odkrywcy Francisowi Drake'owi. Został napisany wierszem białym (blank verse), czyli nierymowanym pentametrem jambicznym, to znaczy sylabotonicznym dziesięciozgłoskowcem, w którym akcenty padają na parzyste sylaby wersu (x ' x ' x ' x ' x '). Ten rodzaj wiersza był w literaturze angielskiej wykorzystywany powszechnie zwłaszcza w wielkiej epoce i dramacie. W niektórych miejscach autor używał wyrazistych aliteracji: A cynic smile that seemed to say. Epos składa się z dwunastu ksiąg. Został zadedykowany Rudolphowi Chambersowi Lehmannowi. W amerykańskiej edycji został poprzedzony Prologiem, będący apostrofą do ojczyzny. W tekst zostały wplecione rymowane pieśni.